# Camponotus gilviceps
Camponotus gilviceps är en myrart som beskrevs av Julius Roger 1863. Camponotus gilviceps ingår i släktet hästmyror, och familjen myror. Inga underarter finns listade.